# Николай Бодуров
Николай Георгиев Бодуров е български футболист, играещ за Пирин Благоевград. Играе като централен и десен защитник. Бивш младежки национал.

## Състезателна кариера
Прави дебют в А група през 2005 г. с екипа на Пирин 1922, с които изиграва 30 срещи и отбелязва 1 гол. С обединения Пирин (Благоевград) записва още 20 срещи, както и финал за Купата на България.

### Литекс
На 5 юли 2009 г. подписва 5-годишен договор с отбора на Литекс Ловеч, като стойността на трансфера е 100 000 евро. Официален дебют за „оранжевите“ прави на 1 август 2009 г. в мач за Суперкупата на България, загубен от Левски с 0:1. Първия си гол за „оранжевите“ в А група отбелязва на 25 март 2010 г., с който донася победата за 1:0 над Сливен.
За 5 сезона с екипа на „оранжевите“, защитникът записва над 150 официални мача във всички турнири, а с изявите си се превръща в твърд титуляр и в националния тим.

### Фулъм
На 1 август 2014 г. преминава в английския „Фулъм“, като подписва договор за 3+1 години за трансферната сума от 1 милион евро. В новия си отбор Бодуров ще носи фланелка с номер 6.

### ЦСКА
На 23 януари 2017 г., Бодуров подписва с ЦСКА (София) до края на сезона. Дебютира за ЦСКА (София) на 18 февруари 2017 г. На 6 януари 2020 г. Бодуров се разделя с ЦСКА (София) по взаимно съгласие.

### Естеглал
На 30 януари 2020 г. Бодуров подписва с иранския клуб „Естеглал“. След само 3 изиграни мача Бодуров напуска отбора.

### Пирин (Благоевград)
На 27 май 2020 г. Бодуров се завръща в родния си клуб Пирин (Благоевград).

## Успехи
Пирин Благоевград
- Купа на България
  - Финалист – 2008/09

Литекс Ловеч
- Шампион (2): 2009/10, 2010/11
- Суперкупа на България – 2010
  - Финалист – 2011